# Khojavend
Khojavend (azeri: Xocavənd) é um dos cinqüenta e nove rayones nos que subdivide politicamente a República do Azerbaijão. A capital é a cidade de Xocavənd.
O governo local ha dividido a este rayon em duas províncias,  Martuni e  Hadrut. Este rayon foi ocupado pelos armênios durante a guerra de Nagorno-Karabakh, e ainda é controlado por Artsaque, sendo, pois, território disputado, dividido entre as províncias de Hadrut e Martuni.

## Território e População
Este rayon é possuidor uma superfície de 1.458 quilômetros quadrados, os quais são o lugar de uma população composta por umas 40.500 pessoas. Por onde, a densidade populacional se eleva a cifra dos 27,77 habitantes por cada quilômetro quadrado de este rayon.

## Economia
A região está dominada pela agricultura. É especialmente produtora de vinho e cereais. As exportações pecuaristas são também importantes.